# Tràn số nguyên

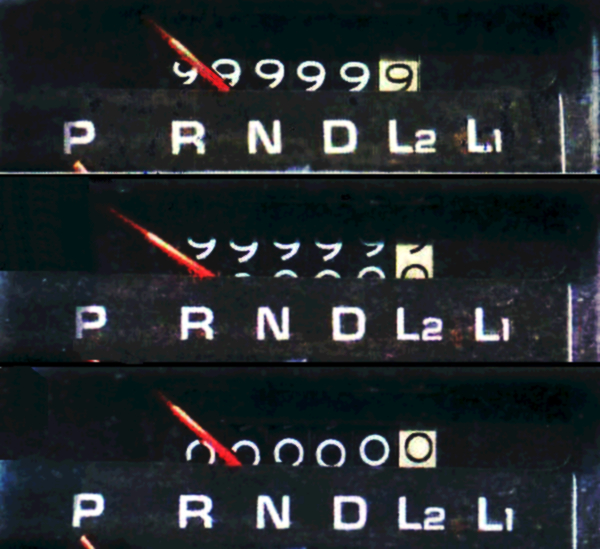
Odometer rollover, một dạng tràn số nguyên. Tất cả các số được thiết lập tới tối đa là 9, và lần tăng tiếp theo của chữ số màu trắng sẽ gây ra một loạt các chuyển đổi bổ sung hàng loạt các chữ số thành 0, nhưng không có chữ số cao hơn để chuyển sang 1, nên bộ đếm đặt lại về 0.

Trong lập trình máy tính, tràn số nguyên (tiếng Anh: integer overflow) xảy ra khi một phép tính số học cố gắng tạo ra một giá trị số nằm ngoài phạm vi có thể được biểu diễn với một số bit nhất định – có thể lớn hơn giá trị lớn nhất hay nhỏ hơn giá trị nhỏ hơn được thể hiện.
Kết quả là gây sai lệch luồng thực thi hoặc kết quả trả về của chương trình.